# Sean Flynn (calciatore)
Sean Michael Flynn (Birmingham, 13 marzo 1968) è un allenatore di calcio ed ex calciatore inglese, di ruolo centrocampista.

## Carriera

### Giocatore
Fino al 1991 gioca nei semiprofessionisti dell'Halesowen Town; nel dicembre del 1991 viene ingaggiato dal Coventry City, club della prima divisione inglese, con cui all'età di 23 anni firma il suo primo contratto professionistico. Già nella sua prima stagione si impone da titolare, disputando 22 partite (in una porzione di stagione, essendo arrivato agli Sky Blues a dicembre) e mettendo anche a segno 2 reti. L'anno seguente viene impiegato con minore frequenza disputando comunque 7 partite in prima divisione; nella stagione 1993-1994 torna però a giocare da titolare: disputa infatti 36 partite e mette a segno 3 reti, a cui aggiunge poi anche 4 reti in 32 presenze nella stagione seguente, che è la sua ultima nel club: nell'estate del 1995 viene infatti ceduto per 225000 sterline al Derby County, club di seconda divisione, con cui nella stagione 1995-1996 conquista una promozione in prima divisione, contribuendovi con 2 reti in 42 presenze. Nella stagione 1996-1997, dopo aver messo a segno una rete in 17 presenze in Premier League, viene ceduto in prestito allo Stoke City: qui, conclude la stagione giocando 5 partite in seconda divisione.
Nell'estate del 1997 passa per 265000 sterline al West Bromwich; qui, in 3 stagioni, mette a segno complessivamente 7 reti in 109 partite nella seconda divisione inglese. Prosegue poi la carriera giocando prima con il Tranmere (un anno in seconda divisione ed un anno in terza divisione) e successivamente con i Kidderminster nella quarta divisione inglese. Nel settembre del 2003 si svincola da quest'ultimo club e, dopo 387 presenze e 28 reti in 12 anni nei campionati della Football League (tra cui 116 presenze e 12 reti in prima divisione e 191 presenze e 10 reti in seconda divisione), va a giocare con i semiprofessionisti dell'Evesham United. Continua poi a giocare a livello semiprofessionistico per quasi un decennio: si ritira infatti in modo definitivo solamente al termine della stagione 2011-2012, all'età di 44 anni.

### Allenatore
Nel 2009 ha allenato il Mullion, di cui era contemporaneamente anche giocatore. Nei 2 anni seguenti ha lavorato invece come vice al Falmouth Town, di cui era contemporaneamente anche giocatore.

## Palmarès

### Giocatore

#### Competizioni regionali
- Worcestershire Senior Cup: 1

Redditch United: 2007-2008
- Aubrey Wilkes Trophy: 1

Falmouth Town: 2011-2012